# Långtjärnen (Råneå socken, Norrbotten, 735236-179101)
Långtjärnen är en sjö i Bodens kommun i Norrbotten och ingår i Vitåns huvudavrinningsområde.